# Ploumoguer
Ploumoguer település Franciaországban, Finistère megyében. Lakosainak száma 2097 fő (2022. január 1.). Ploumoguer Le Conquet, Locmaria-Plouzané, Plouarzel, Plougonvelin, Plouzané, Saint-Renan és Trébabu községekkel határos.

## Népesség
A település népességének változása:
| Lakosok száma | 1475 | 1560 | 1602 | 1851 | 1941 | 1995 | 2063 | 2119 | 2143 | 2097 |
|               | 1968 | 1982 | 1990 | 2006 | 2013 | 2015 | 2017 | 2019 | 2020 | 2022 |